# Sue Prado
Sue Prado est une actrice philippine de la Nouvelle Vague philippine (en).

## Biographie
Sue Prado naît dans une famille originaire de la région de Bicol du côté de sa mère. Dans son enfance, elle aide aux travaux de la ferme de son père.
Prado fait ses débuts comme actrice en 2006 dans la comédie musicale Abadeha réalisée par Myrna J. de la Paz, mais est victime d'un accident de voiture par la suite. En 2009, elle remporte le prix Gawad Urian (en) pour le meilleur rôle secondaire féminin, grâce à sa performance dans Himpapawid (Manila Skies).
Lors de l'édition 2011 du Cinemalaya Philippine Independent Film Festival (en), Sue Prado est présente dans quatre des films en lice. En 2016, elle remporte un prix au festival de cinéma international de Guam pour son rôle dans le film de Joseph Laplan (en), The Sister.
En 2017, Prado revient sur les planches pour la première fois depuis 10 ans, dans une adaptation en philippin de La Provinciale, intitulée Ang Misis Kong Promdi et mise en scène par Tony Mabesa (en). En 2019, elle fait pour la première fois partie d'un jury du festival international de cinéma, au sein de la troisième édition du festival de cinéma asiatique de Charm el-Cheikh en Égypte.
En 2021, Prado remporte le prix de la meilleure nouvelle actrice principale lors de la septième édition des Urduja Heritage Film Awards, pour son rôle dans la série The Lost Recipe (en). Elle dédie alors son discours aux migrants filipino et à leur combat pour la reconnaissance de leurs droits humains.
Sue Prado participe à la docufiction Hulagway, sortie en 2022 et produite par Alvin Yapan (en), en tant qu'actrice et assistante. En 2023 sort le film Anak ka ng ina mo (Your Mother's Son) de Jun Lana (en), dans lequel Prado joue la mère.